# Lakalaka

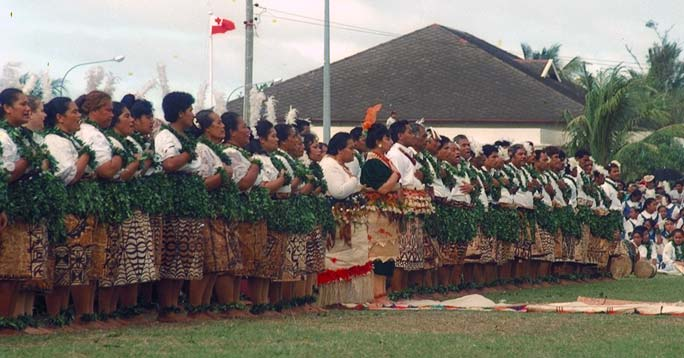
Lakalaka voor de verjaardag van de koning, 1988

Lakalaka is een ceremoniële groepsdans uit Tonga, waaraan meer dan honderd personen kunnen deelnemen. 
Karakteristiek voor de dans is dat de deelnemers het meest van de tijd stilstaan en alleen kleine schreden naar links en rechts maken, waarbij ze bewegingen met de armen maken. Tijdens de dans wordt gezongen door de dansers en een koor.
De dansbewegingen van de mannen en de vrouwen verschillen van elkaar. De vrouwen maken kleine passen naar links en rechts, de bewegingen van de armen zijn verder van het lichaam verwijderd dan bij māʻuluʻulu. De mannen maken wildere bewegingen, draaien soms rond en gaan soms zitten of liggen. 
De dansers staan in een rij of in meer rijen. Voor het publiek staan de mannen rechts en de vrouwen links. Achter de rij(en) dansers staat het koor. Meestal is er geen instrumentale begeleiding. In enkele Lakalaka wordt een andere vorm van muziek of tekst ingevoegd, dit wordt sipa genoemd. Tijdens de sipa bewegen de mannen naar rechts en de vrouwen naar links. De groepen gaan door elkaar, tot de totale scheiding tussen mannen en vrouwen weer bereikt is. Tijdens de volgende sipa gaan de groepen weer terug naar de originele positie.
De personen in het midden van de voorste rij worden vāhenga genoemd, ze zijn hoogst in rang van de groep. Vaak zijn vāhenga prins en prinses. De belangrijkste van het duo krijgt andere kleding dan de rest van de groep. Ook de plaatsen aan het eind van de voorste rij zijn voor belangrijke personen gereserveerd. De tweede positie is voor de volgende in rang, de tāʻofi vāhenga. De derde positie is gereserveerd voor de beste danser en danseres, de mālie taha.
De dans wordt vooral uitgevoerd tijdens formele bijeenkomsten, zoals de verjaardag van de koning of de opening van een kerk. In Tonga kan men geen eer bewijzen aan iemand lager in rang. De mensen in een hogere rang dan de eregast, kunnen niet meedansen in de Lakalaka. Een koning of koningin kan nooit meedansen.
Lalalaka is sinds 2003 op de Lijst van Meesterwerken van het Orale en Immateriële Erfgoed van de Mensheid vermeld.